# Emanuel Schreiner
Emanuel Schreiner (* 2. Februar 1989 in Steyr) ist ein österreichischer Fußballspieler.

## Karriere
Schreiner begann seine Karriere in der Jugendmannschaft des USV St. Ulrich aus Oberösterreich in Sankt Ulrich bei Steyr. Von dort aus kam er in die Jugendmannschaft des Linzer Klubs LASK Linz. Nach einigen Jahren in der Jugendabteilung des LASK kam er 2008 in die erste Mannschaft. Er gab sein Debüt in der Bundesliga am 12. Juli 2008, dem 2. Spieltag der Saison 2008/09, gegen den SCR Altach von Spielbeginn an. Er bereitete den Treffer zum 1:0 vor und wurde in der 58. Minute für Thomas Piermayr ausgewechselt. Sieben weitere Bundesligaspiele folgten. Ab dem 8. Jänner 2009 war Schreiner bei der SC Austria Lustenau in der zweithöchsten österreichischen Liga unter Vertrag. Nach Ablauf seines Leihvertrages bei den Vorarlbergern spielte er die Saison 2010/11 wieder in Linz. Ab der Saison 2011/12 spielte Schreiner bei der SV Ried. Nach zwei Jahren  wechselte er im Sommer 2013 zum damaligen Zweitligisten SCR Altach. Mitte Mai 2019 verlängerte er seinen Vertrag bis Sommer 2021.
Nach zehn Jahren verließ er Altach nach der Saison 2022/23. Anschließend wechselte er zur Saison 2023/24 zur viertklassigen Union Weißkirchen.